# 술탄아흐메트 광장

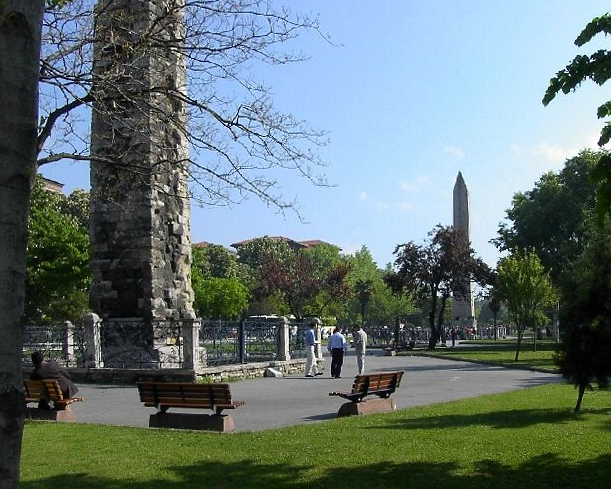
광장의 모습으로, 콘스탄틴 오벨리스크 (앞)와 테오도시우스 오벨리스크 (오른쪽)가 보인다.

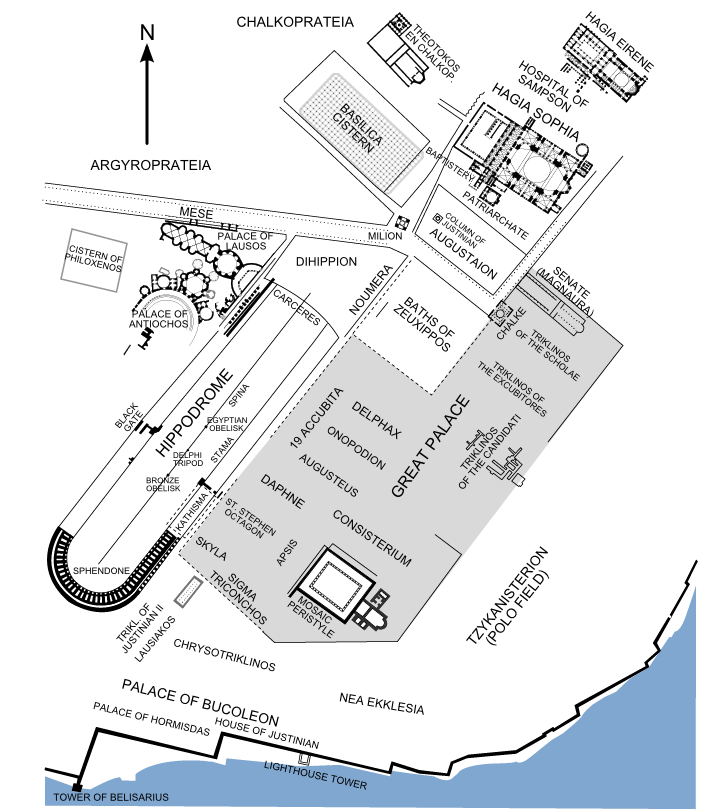
광장의 지도

술탄아흐메트 광장(튀르키예어: Sultanahmet Meydanı)은 터키 이스탄불에 위치한 광장이다. 본래 이 장소는 동로마 제국의 수도 콘스탄티노폴리스에 있던 키르쿠스 콘스탄티노폴리스 경마장(그리스어: Ιππόδρομος της Κωνσταντινούπολης, 영어: Hippodrome of Constantinople)이었다. 때때로 말의 광장이라는 의미의 아트메이다느(튀르키예어: Atmeydanı)라고도 불린다.
히포드롬(hippodrome)은 고대 경마장을 의미하고 그리스어의 말을 의미하는 히포스(ἵππος)와 길을 의미하는 드로모스(δρόμος)를 조합한 단어이다. 여기에서 경마와 전차 경주가 취미로 개최되고 있었다.

## 역사

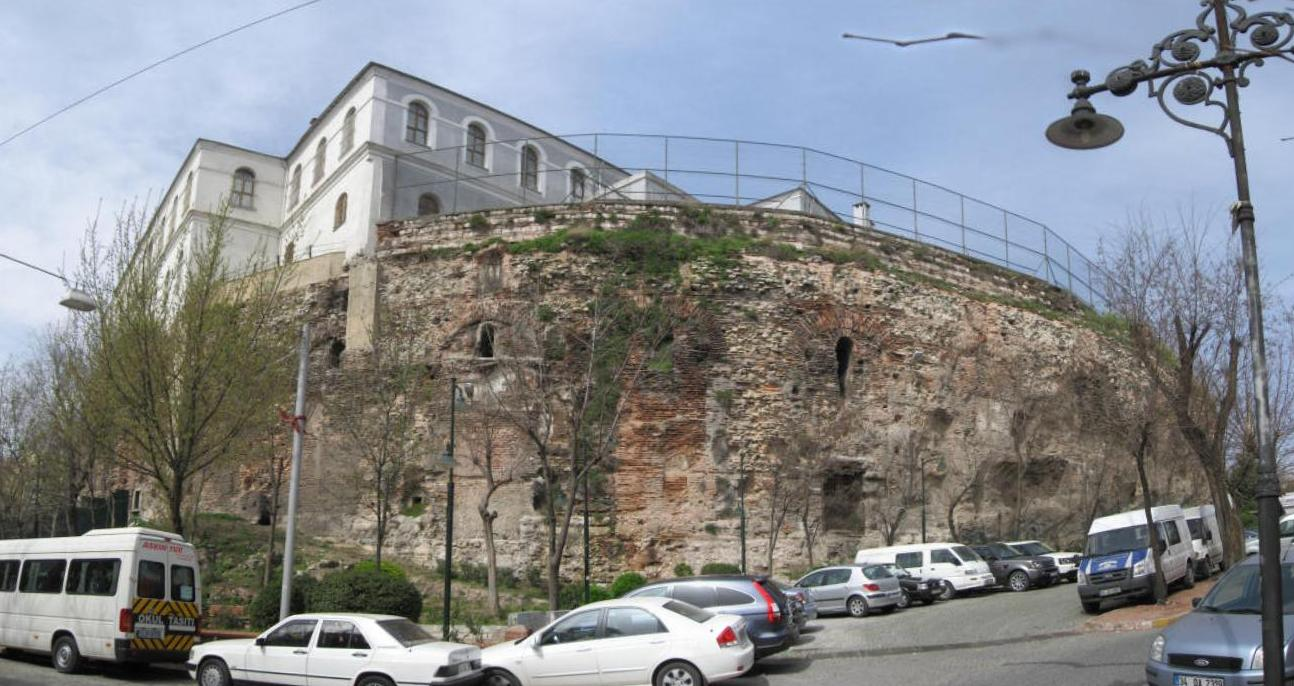
스펜돈의 유구

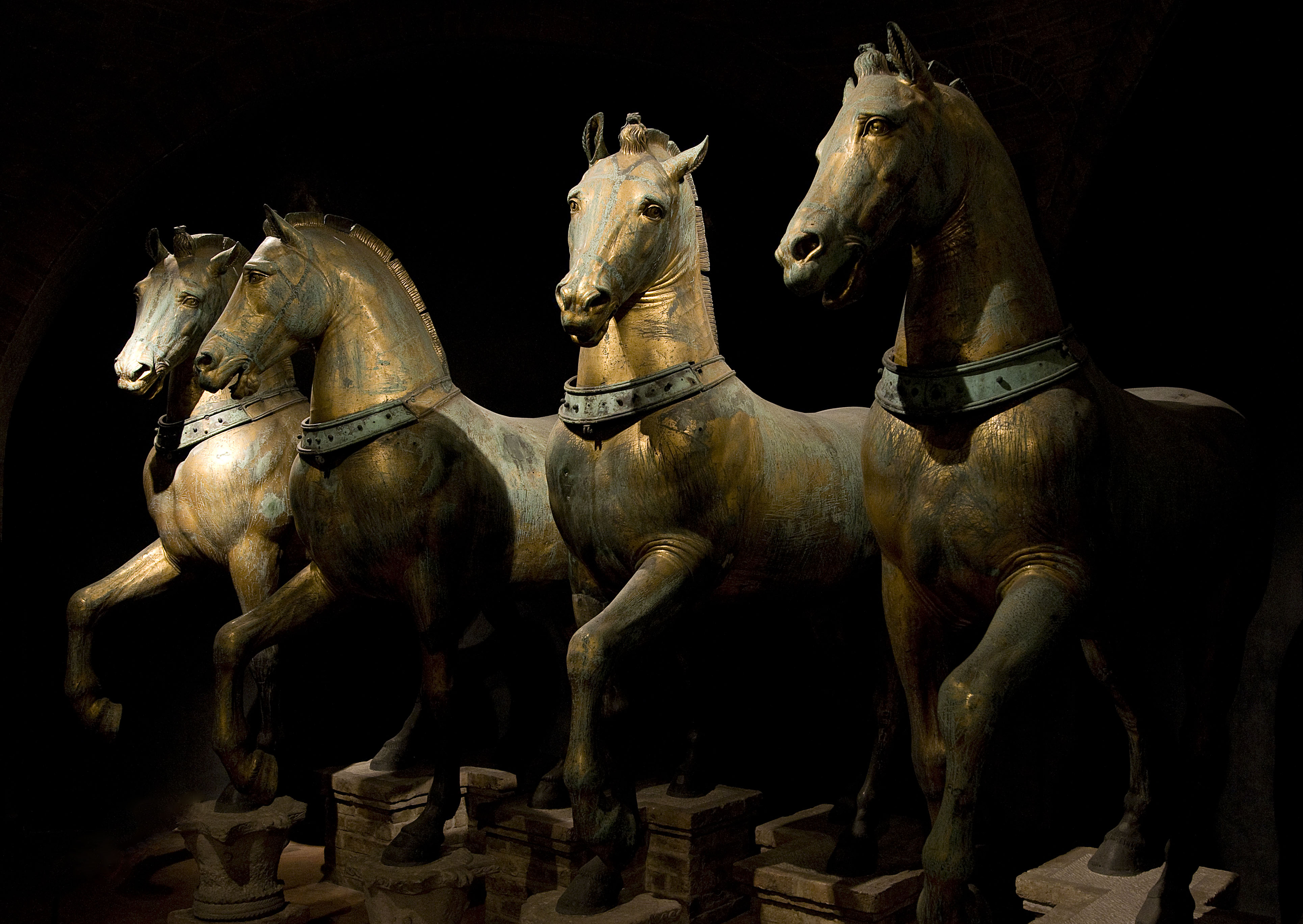
콘스탄티노플 경마장에 있던 4마리의 말의 동상. 현재 베네치아에 있다.

이 경마장은 동로마 제국의 수도로써 번영을 누렸던 콘스탄티노플과 관련이 깊은 것으로 알려져 있으나, 실제로는 이미 그 이전부터 존재하고 있었던 것으로 보인다. 이 도시가 동로마으로 불리던 시대에 경마장이 세워졌고, 당시에는 로마 제국 안에서도 중소한 지방도시였던 동로마은 203년 로마 황제 셉티미우스 세베루스가 성벽을 확장할 때 전차경주 등의 경기장으로써 이 경마장을 짓게 되었다.
324년 콘스탄티누스 대제가 이곳을 로마 제국의 새로운 수도로써 '노바 로마'(새로운 로마)라 명명했을 때조차 로마 시민들은 이곳을 노바 로마라는 이름보다는 '콘스탄티노폴리스'(콘스탄티누스의 도시)라는 이름으로 더 많이 불렀다. 콘스탄티누스 대제는 이 도시를 크게 확장하는 사업의 일환으로써 도시의 아우구스테온 남부에 있던 경마장을 수복시켰다. 수복된 노바 로마(콘스탄티노폴리스)의 경기장 크기는 길이 450m(1,476 ft), 너비 130m(427ft)였고, 관중석은 3만에서 5만, 많게는 10만 명을 수용할 수 있었다. 이는 로마의 막시무스 원형경기장을 본떠 지은 것이었고, 노바 로마(콘스탄티노폴리스)와 같은 날인 330년 5월 11일에 완공되었다. 처음 경기장은 나무로 지었으나 10세기 이후 대리석으로 고쳐 지었다.
트랙 구분은 U자형으로 카디스마(Kathisma)라 불리는 황제 특별전용석이 트랙 동쪽에 위치해 있었다. 이 특별전용석은 대궁전과 인접해 있어 황제 일가는 전용통로를 통해 곧장 이 전용석까지 올 수 있었다. 트랙 북서쪽 끝이 출발지점으로 그곳에 히포드롬 보케스(Hippoddrome Boxes)라 불리는 지금의 발마기(発馬機)와 같은 용도의 건물이 있었다. 그 위에 금박을 입힌 청동제 말 조각상이 네 구 있었다. 이들 조각들이 고대 그리스의 것인지 로마의 것인지는 확실하지 않지만, 현재는 산마르코의 말이라 불리며 1204년 제4차 십자군 때 베네치아로 옮겨져 산마르코 대성당에 설치되었다고 한다. 스펜돈(Sphendone)은 남쪽 끝에 U자 구분된 곡선을 그리는 관중석으로 일부는 현재까지도 남아 있다. 트랙 바깥쪽으로는 마부 포르피리오스 상 같은 명마 및 그 기수의 청동 조각상이 늘어서 있었으나(이들의 초상을 새긴 카메오가 사람들 사이에서 유행하기도 했다) 현재는 모두 전하지 않는다. 경마장에는 무엇보다도 많은 신상(神像), 황제상, 영웅상이 있고, 그 가운데서도 유명한 것으로는 조각가 리시포스가 만든 헤라클레스상, 고대 로마의 창건자로 알려진 로물루스와 레무스 형제 및 늑대의 상, 플라타이아이의 삼각대(제단)의 일부인 「뱀기둥」 등이 있었다. 10세기에 동로마 황제 콘스탄티노스 7세는 자신의 저서 『의식의 서』(제2권, 15、589)에서 사라센인 또는 아랍인의 방문, 영접 때 경마장에 내걸던 자색 벽걸이나 태피스트리 장식에 대해서 기록을 남겼다.
동로마 제국 시대를 통틀어 이 경기장은 도시민들의 생활, 사회 중심지였다. 특히 7세기까지 동로마 제국에서는 고대 로마 제국 이래의 서민 정책의 기조인 「빵과 서커스」가 계속되고 있었기 때문에 경기장에서는 한 해에 100일 이상, 하루에 몇 번이나 경기가 벌어지곤 했다. 그 경기에는 으레 막대한 금액이 투입되었다. 원래는 4팀이 경주에 참가했고, 각 팀은 원로원 정치 세력들로부터 후원을 받고 있었다. 경주팀 응원단의 단장(데마르크)는 통상 높은 신분의 고관이었고, 이들은 수백 명의 데모트(응원단원)들을 사병처럼 거느리면서 때로는 성벽을 지키는 역할도 맡았다.팀은 색깔로 구분되었는데 청색(Venetii), 녹색(Prasinoi), 적색(Rousioi), 백색(Leukoi)이 있었다(이 가운데 적색과 백색은 차츰 세가 약해져 청색과 녹색으로 흡수된다). 청색단과 녹색단은 각기 황제의 오른쪽과 왼쪽에 자리잡았다.
경기는 오전과 오후 각각 네 차례씩 치러졌다. 최대 8대의 전차(팀별로 2대씩)가 출전했다. 전차는 네 마리의 말이 끄는 콰드리가로 네 대의 콰드리가가 대경기장을 일곱 바퀴 돌았다. 전차 경주는 단순한 스포츠로써가 아니라 황제와 일반 시민이 만나는 기회를 제공하기도 했다. 정치적 회담도 이 경마장에서 주로 벌어졌는데, 이는 경기장 내 황제 특별전용석(Kathisma)이 대궐과 직접 연결되어 있었기 때문이었다. 더불어 전차 경주나 경마 외에도 연극이나 동물 전시회 등의 온갖 행사가 이곳에서 열렸고 황제의 즉위식(아나스타시우스 1세나 유스티누스 1세 등)이나 개선식 등의 정치적 이벤트 장소, 공개 처형장 등으로도 쓰였다.
청색과 녹색 팀들의 다툼은 단순한 스포츠로써뿐 아니라 으레 정치적 입장 및 종교적 문제로 인한 갈등에서 오는 것으로써 큰 충돌로까지 번져 시내에서 내전 비슷한 것이 벌어지기도 했다. 가장 유명한 사건이 바로 유스티니아누스 대제 통치 시절인 532년에 발발했던 니카 반란이 있다. 장군 벨리사리우스와 환관 나르세스는 반란을 진압하면서 경기장에 모인 약 3만 명의 시민을 살해했다. 반란의 여파로 벌어진 방화 등으로 아야 소피아 같은 도시의 주요 건물들이 파괴되기도 했다(아야 소피아는 니카 반란 이후 유스티니아누스 대제가 재건한 것이다). 766년의 성상파괴 논쟁 당시, 동로마 황제 콘스탄티누스 5세는 신부와 수녀들을 모두 벌거벗고 남녀 한 쌍씩 짝을 지어 손을 잡은 채 대경기장의 트랙을 달리도록 했다고 한다.
7세기 이후 동로마 제국은 오리엔트나 서방 속주 대부분을 이슬람 제국이나 랑고바르드인들에게 잃고, 「빵과 서커스」라는 기존의 정책을 유지할 수 없었다. 때문에 경기장의 경주 횟수도 줄어들었고, 콘스탄티노폴리스 개도(開都) 기념일인 5월 11일이나 황제 탄신일에 간간이 열릴 뿐이었다. 횟수야 줄어들었을 망정 11세기 콤네노스 왕조 시대까지도 전차 경주는 콘스탄티노폴리스 시민들의 중요한 오락 가운데 하나였고 경주 개최 때는 고대 이래의 청색 ・ 녹색 ・ 백색 ・ 적색의 각 팀들을 열럴히 응원했던 콘스탄티노폴리스 시민들의 열광된 모습이 기록으로 남아 전해지고 있다. 그러나 1204년에 콘스탄티노폴리스가 제4차 십자군에게 약탈당한 뒤로는 이전처럼 완전하게 회복되지 못한 채 1453년까지 이어졌다. 경기는 벌어지지 않고 거의 폐지된 거나 다름없었던 경기장은 도시가 오스만 투르크 제국에 함락되어 새로운 제국의 수도가 된 뒤 잊혀지게 되었고, 오스만 제국의 통치자들은 전차 경주 같은 것에는 별로 관심이 없었기 때문에, 경기장이 사라지고 그 자리에는 완전히 다른 용도의 건물들이 들어섰다.
경마장 부지는 오스만 제국의 술탄 아흐메트 3세의 황자들의 할례 의식 등 여러 용도로 사용되었다. 오스만 제국 시대의 세밀화를 보면 그래도 경기장에 설치되어 있었던 관객석이나 오벨리스크는 그대로 남아 있었음을 알 수 있다. 건물은 현재 남아있지 않지만 현재의 술탄아흐메트 광장이 당시 경마장과 거의 같은 영역에 해당하는 것으로 알려져 있다.

## 기념비

### 포르피리오스 상
스피나에는 마부 포르피리오스 7개의 동상이 설치되어 있었다. 포르피리오스는 녹색과 파랑 팀의 마부로 전차 경주에 출전했다. 동상은 현존하고 있지 않지만, 받침대가 두개 현존하고 있으며, 이스탄불 고고학 박물관에 전시되어 있다.

## 갤러리

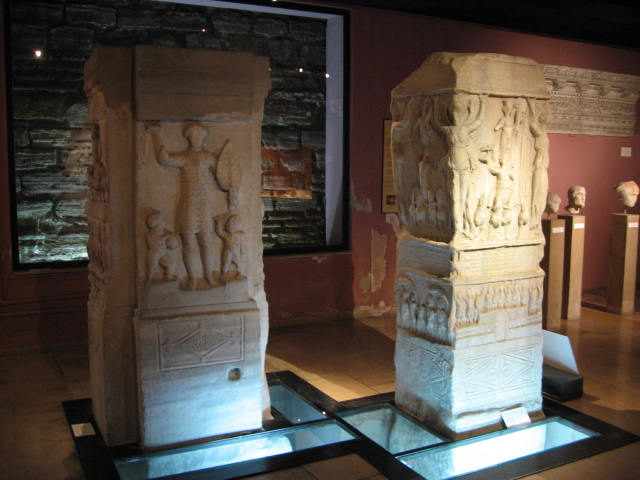
이스탄불 고고학 박물관에 전시되어 있는 포르피리오스 상의 받침대
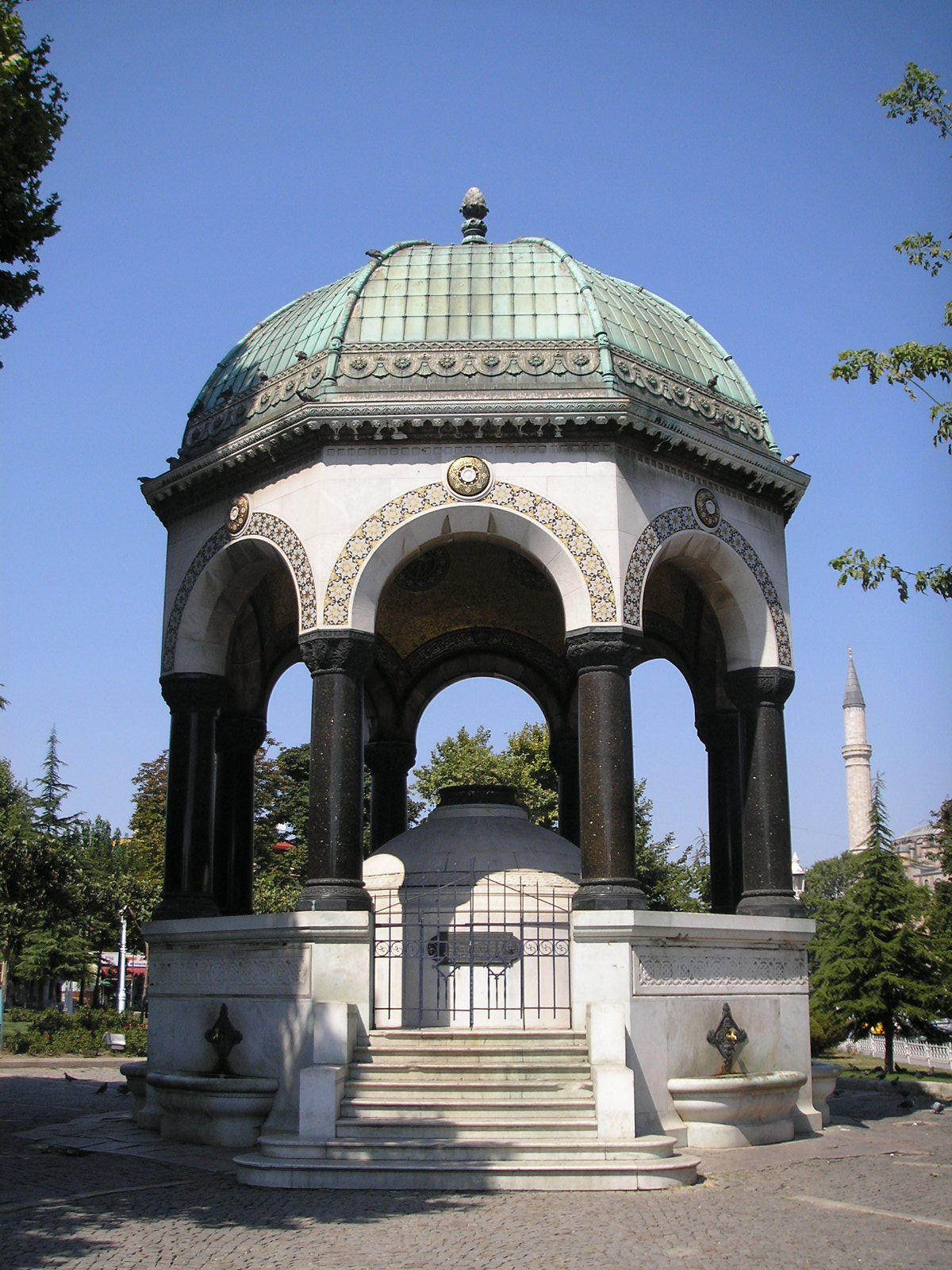
네오 비잔틴 양식의 독일의 샘